# Prison de Saint-Pierre
La prison de Saint-Pierre est située rue de la Prison, dans le quartier du Centre à Saint-Pierre. Détruite lors de l'éruption de la montagne Pelée du 8 mai 1902, ses ruines abritent le cachot de Cyparis.

## Histoire
Si l'on se rapporte à une lettre du roi Louis XIV au comte de Blénac datée du 15 juillet 1681, il n'existe encore aucune prison dans la colonie de la Martinique à cette date et c'est le Fort Saint-Pierre qui fait office de prison : « Pour répondre à ce que vous m'écrivez sur la difficulté arrivée au Fort Saint Pierre au sujet de l'évasion d'un habitant mis en prison dans ledit Fort, pour un assassinat commis en la personne d'un autre habitant, Je vous dirai qu'il est contre l'ordre établi dans mon Royaume de mettre les prisonniers des Justices ordinaires dans les Châteaux ou Forteresse où il y a garnison ; ainsi pour suivre cet ordre, j'écris au Sr. Patoulet de prendre les mesures nécessaires pour faire bâtir promptement une prison au Bourg St. Pierre, où puissent être mis les prisonniers arrêtés par ordre de Justice, ou du Conseil souverain ; et en attendant que cette prison soit bâtie, je consens qu'on continue de mettre les prisonniers dans le Fort, mais à condition qu'il sera accommodé un endroit dans lequel ils pourront être gardés par un Concierge établi par le Conseil souverain, qui aura serment en justice. » En conséquence de cet ordre du Roi, le Conseil nomme Adrien le Plat geôlier des prisons de Saint-Pierre le 4 mai 1682, pour se charger des prisonniers qui y sont mis par ordonnance du Conseil ou du juge, à charge pour lui de tenir le registre des entrées et sorties de prisonniers. Sur ordre du Roi, une première geôle est bâtie à Saint-Pierre le long de la Grand Rue, en face de la rue du Théâtre. L'édifice ne montre pas de modifications architecturales au cours du XVIIIe siècle. Dans le deuxième quart du XIXe siècle, l'ancienne geôle est supplantée par un logement de gendarmes, installé le long du théâtre, et par une prison des peines située entre le Tribunal et l'entrée de l'Hôpital militaire. Le Journal des travaux de la Société française de statistique fait mention de ces deux prisons en 1837, dont la première dans laquelle sont enfermés des individus libres et des esclaves et qui peut contenir 200 détenus, et la prison des peines, qui peut recevoir 100 prisonniers et où sont détenus les libres condamnés à l'emprisonnement, les prisonniers pour dettes et quelques esclaves. Cette seconde prison, est ensuite supprimée. L'ouvrage précise que le régime intérieur de ces établissements s'est beaucoup amélioré depuis quelque temps. 
Un nouveau projet de prison est établi en 1839, en lien direct avec la préparation de l'abolition de l'esclavage. Il se concrétise en 1851 par la construction d'un nouvel édifice, à la place du logement de gendarmes. La situation de cette prison ne doit rien au hasard. Limitée sur deux de ses côtés par les hautes murailles du théâtre et du Boulevard, elle côtoie en outre l'imposante caserne d'infanterie des Ursulines au nord. Elle est formée de deux bâtiments répartis le long d'un couloir central avec quatre cellules ouvrant sur cinq cours, toutes pourvues de bassins rectangulaires, ce qui est révélateur de l'abondance de l'eau à Saint-Pierre et de sa très bonne distribution dans tous les bâtiments publics et privés. La prison possède également deux cachots. En tant que lieu de détention provisoire, cette prison n'accueille que des prisonniers condamnés à des peines légères d'un mois de prison maximum. L'éruption de la montagne Pelée du 8 mai 1902 détruit lourdement la prison, ne laissant subsister dans ses ruines que le cachot de Cyparis et des bassins. 

## Description
La prison, construite contre la façade nord du théâtre, est située en contrebas de ce dernier et est ceinte de hauts murs. Les deux bâtiments qui la constituent sont répartis le long d'un couloir central orienté nord-sud. À l'est de ce couloir s'ouvre un autre couloir plus petit qui comporte deux cellules et qui débouche sur une cour dans laquelle se trouve un bassin et le cachot de Cyparis. Une rangée de quatre cellules longe le côté ouest du couloir central. Trois d'entre elles s'ouvrent à l'ouest sur trois cours disposant chacune d'un bassin. Chaque cellule a ainsi accès à un point d'eau qui lui est propre. 